# Pic d'Arabie
Dendrocoptes dorae
Espèce
Statut de conservation UICN

 VU C2a(ii) : Vulnérable
Le Pic d'Arabie (Dendrocoptes dorae) est une espèce d'oiseau de la famille des Picidae. C'est une espèce monotypique.
Cet oiseau vit à travers les monts Sarawat.